# Leopold Kompert
Leopold Kompert (Münchengrätz, 1822. május 5. – Bécs, 1866. november 23.) csehországi német zsidó novellista és újságíró.

## Életrajza
Tanulmányait Prágában és Bécsben végezte, majd Pozsonyban Andrássy gróf gyermekeinek a nevelője volt. 1848-ban az uralkodó áramlat a hírlapírói pályára vitte, és 1852-ig az Oesterreischer Lloyd szerkesztője volt. 1852-től ismét nevelő lett Budapesten, majd újra Bécsbe ment. Írásaiban a zsidó népi életet festette találó vonásokban, erőt jellemző képességgel.

## Nevezetesebb művei
- Geschichten aus dem Ghetto (Lipcse 1848, 3. kiad.);
- Am Pflug (Bécs 1855);
- Zwischen Ruinen (Berlin 1875).
- Kristian u. Lea.